# Цьось Анатолій Васильович
Цьось Анатолій Васильович (нар. 2 січня 1966, село Любохини, Старовижівський район, Волинська обл.) — вчений у галузі фізичного виховання, спорту і здоров'я людини, доктор з фізичного виховання та спорту, професор, заслужений діяч науки і техніки України, ректор Волинського національного університету імені Лесі Українки.

## Життєпис
Закінчив факультет фізичної культури Луцького державного педагогічного інституту імені Лесі Українки (1989 р.).
У 1994 р. за результатами публічного захисту в Національному педагогічному університеті імені М. П. Драгоманова дисертації «Диференційований підхід в процесі підготовки майбутнього вчителя фізичної культури» здобув науковий ступінь кандидата педагогічних наук. У 2005 р. у Харківській державній академії фізичної культури захистив докторську дисертацію «Розвиток фізичного виховання на території України з найдавніших часів до початку XVIII століття» за спеціальністю 24.00.02 — фізична культура, фізичне виховання різних груп населення. З 2004 р. — професор кафедри фізичного виховання та реабілітації.
У період з 1989 р. до 1994 р. працював у Луцькому державному педагогічному інституті імені Лесі Українки на посадах викладача, старшого викладача, доцента кафедри теоретичних основ фізичного виховання. Починаючи з 1994 р. до 2002 р. перебував на посаді доцента, завідувача кафедри здоров'я та фізичної культури Волинського державного університету імені Лесі Українки. З 2002 р. по 2004 р.  — завідувач кафедри, професор, проректор з науково-методичної роботи Луцького інституту розвитку людини університету "Україна". З 2005 р.  — професор, завідувач кафедри теорії та методики фізичного виховання Волинського національного університету імені Лесі Українки, де з 2007 р. по 2019 р. пропрацював на керівних посадах, зокрема, проректором із наукової роботи та першим проректором, проректором з адміністрації та розвитку. У 2019 р. згідно з наказом Міністерства освіти і науки України призначений ректором Волинського національного університету імені Лесі Українки.

## Наукова діяльність
Основна сфера наукових інтересів — історія фізичної культури, теорія і методика фізичного виховання, фізична активність різних груп населення, якість життя населення.  
Наукова школа: «Історико-педагогічні та медико-біологічні основи фізичного виховання і здоров’я різних груп населення». 
Має 5 авторських свідоцтв і патентів України.
Підготував понад 20 кандидатів наук з фізичного виховання і спорту.
1998–2000 рр. — вчений секретар спеціалізованої вченої ради із захисту дисертацій на здобуття наукового ступеня кандидата з фізичного виховання і спорту Волинського національного університету імені Лесі Українки. З 2001 р. — член спеціалізованої вченої ради Львівського державного університету фізичної культури. Починаючи з 2006 р. — член спеціалізованої вченої ради Харківської державної академії фізичної культури.
З 2007 р.  — член експертної комісії з освіти Державної акредитаційної комісії України й експертної ради з фізичного виховання і спорту Вищої атестаційної комісії України.
Член редакційних колегій фахових наукових видань України та ЄС. Головний редактор міжнародного наукового журналу "Фізичне виховання, спорт і культура здоров'я у сучасному суспільстві". Відповідальний редактор молодіжного наукового вісника Волинського національного університету імені Лесі Українки (Серія: Фізичне виховання і спорт). Заступник головного редактора наукового видання "Науковий вісник Волинського національного університету".

## Нагороди
- Почесні грамоти Верховної Ради України, Міністерства освіти і науки України, Волинської обласної державної адміністрації та Волинської обласної ради;
- Відмінник освіти України;
- 2019 — Заслужений діяч науки і техніки України[2].

## Публікації
За час науково-педагогічної діяльності опублікував 160 наукових праць, які представлені в профілі Анатолія Цьося на Google Академія.